# Caldera (plato)

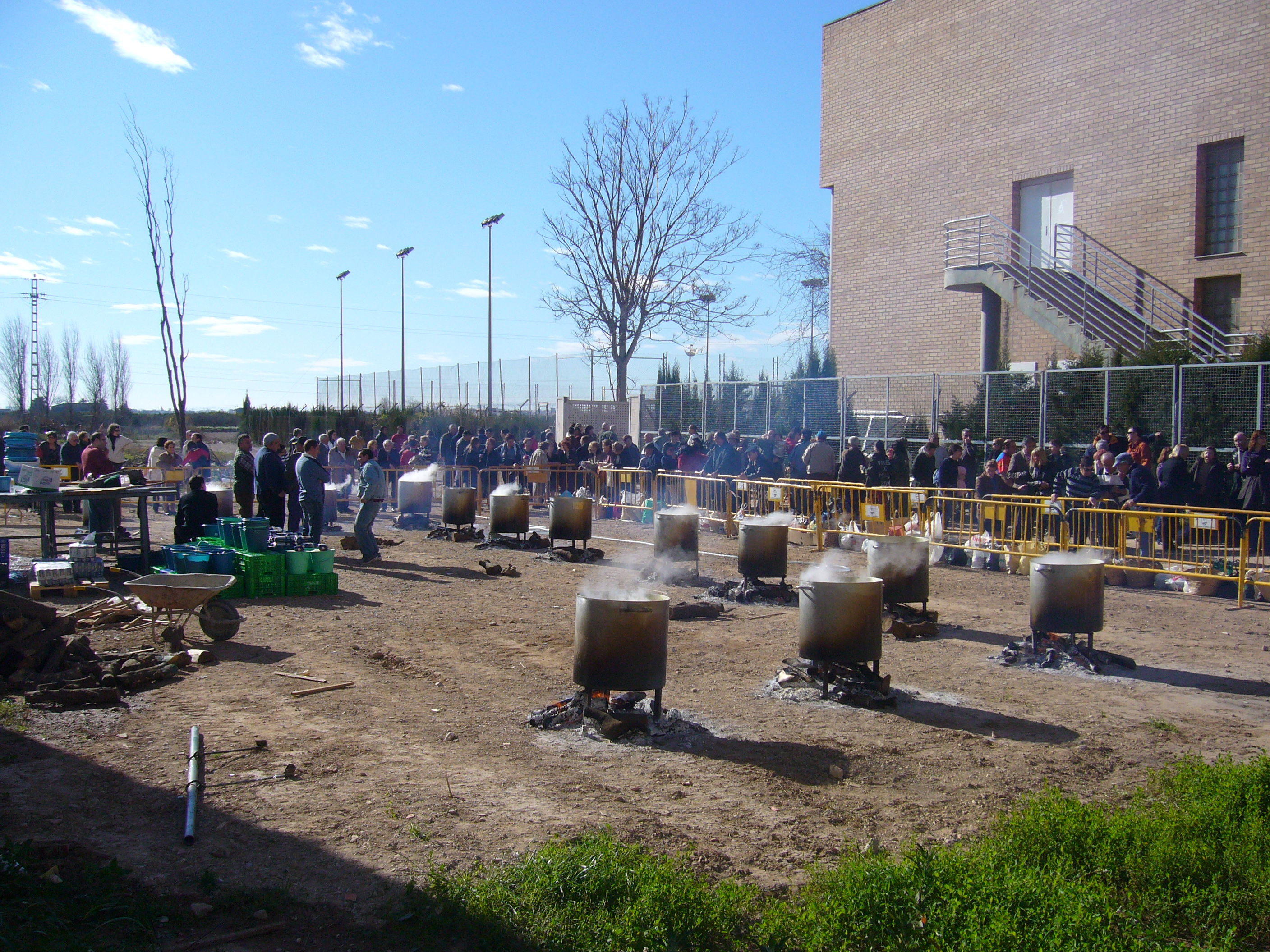
Caldera.

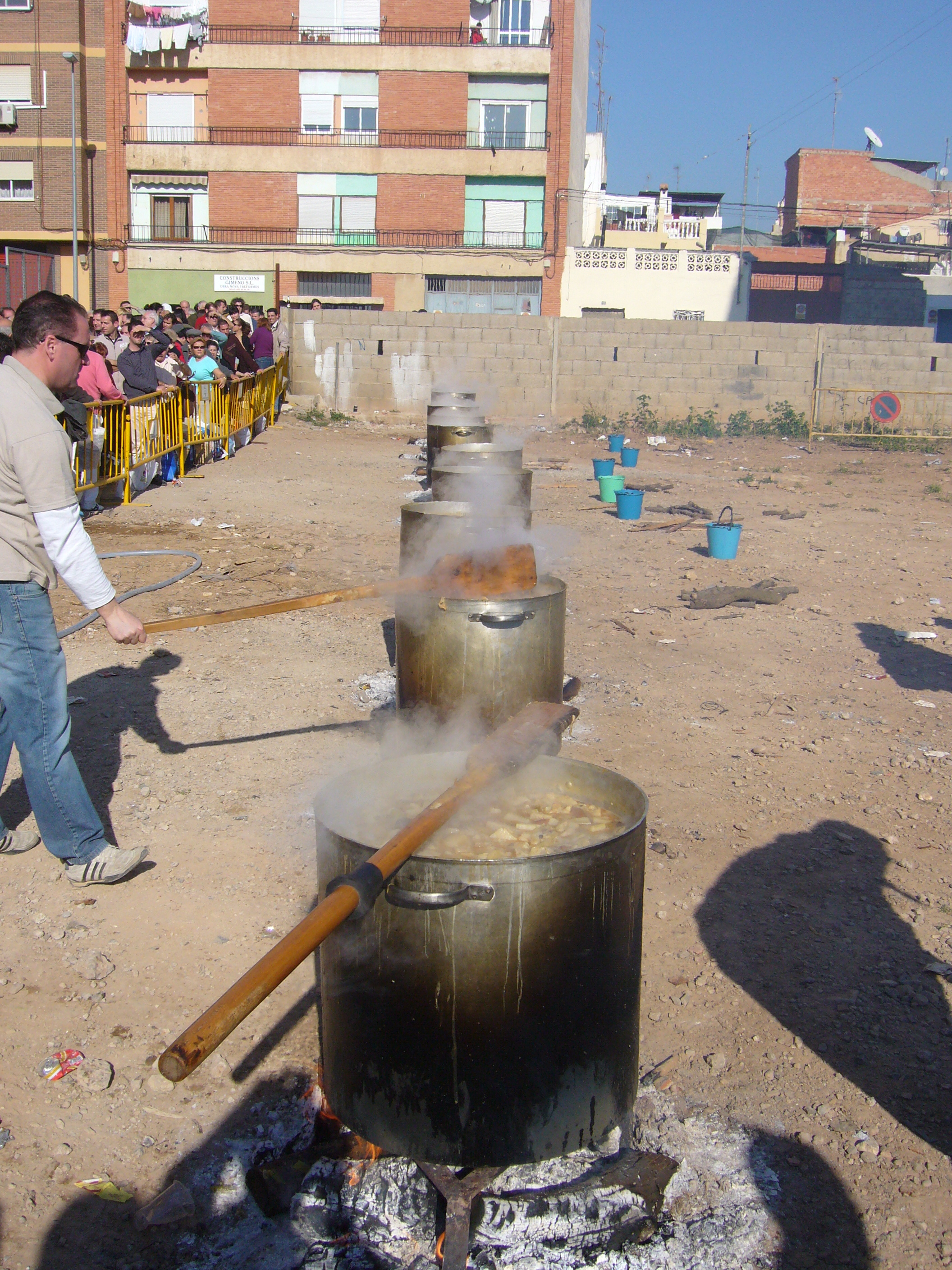
Caldera.

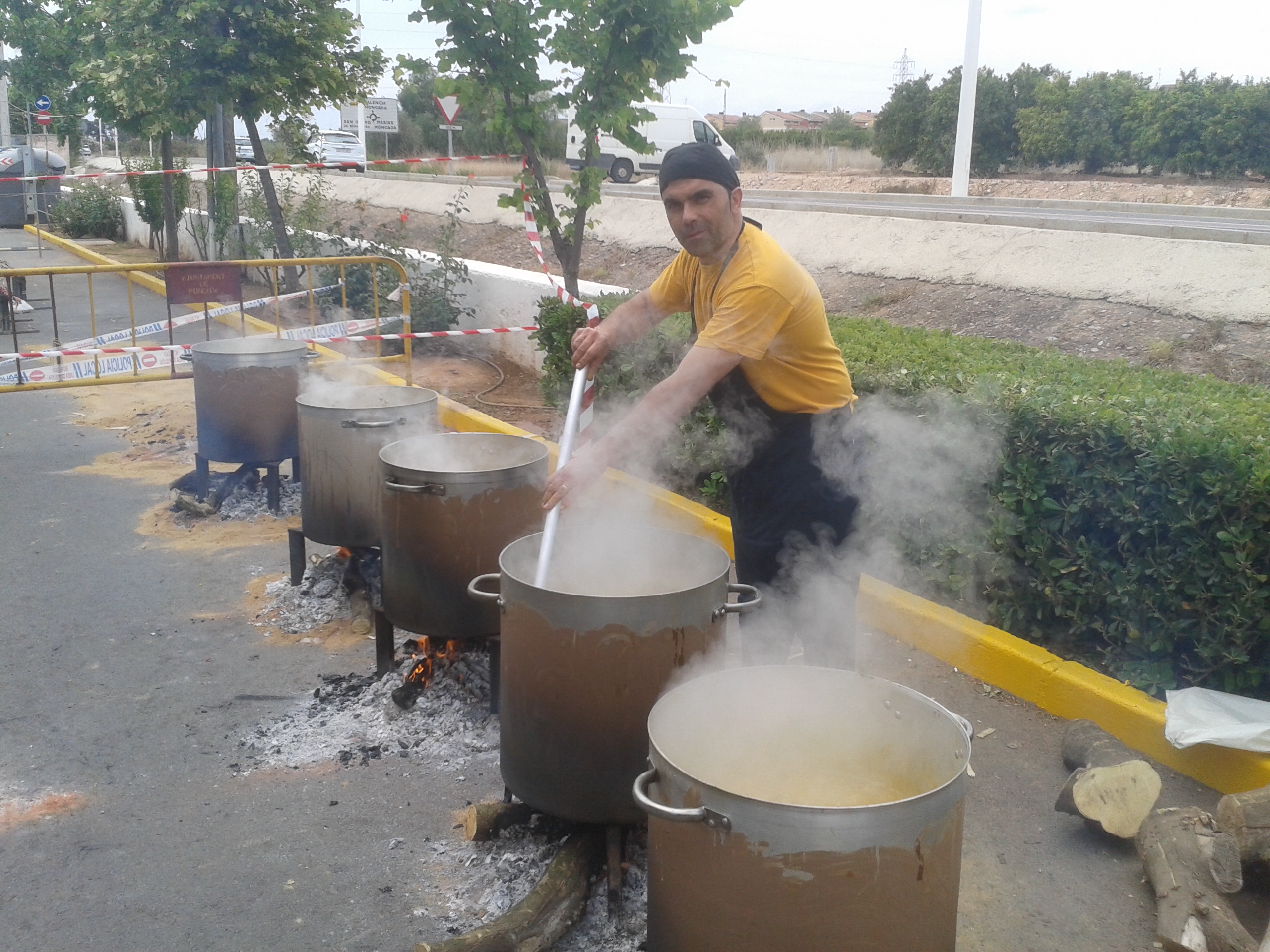
Calderas fiestas San Isidro de Benagéber (Valencia). Jesús Montalt Ca Campanes

La Caldera o el  Arroz con alubias y nabos (en valenciano arròs en fesols i naps) es un plato de arroz típico de la Comunidad Valenciana, concretamente de la Huerta de Valencia. Es un plato muy popular que llegó a inmortalizar el poeta valenciano Teodoro Llorente Olivares.

## Historia
En sus inicios, se cocinaba para ofrecerle a la gente más necesitada o en cumplimiento de alguna promesa hecha por cualquier motivo grave, en especial, por enfermedad. De ese comienzo un poco triste se ha pasado actualmente a su confección por motivos totalmente diferentes, tales como festividades patronales, fiestas populares, acontecimientos especiales, dándole un cambio total a la idiosincrasia de este popular plato.
Actualmente no hay pueblo en nuestra comarca de la Huerta Norte de Valencia, que no ofrezca a sus vecinos una “Caldera Popular” con motivo de cualquier festividad. También se confeccionan por “Calderers” en diferentes pueblos de la comarca casi todos los domingos de la temporada desde octubre a marzo, pues, este es un plato contundente, apropiado para las épocas invernales. Recibe diferentes nombres como “Arròs amb fesols i naps”, “Olla de San Antón”, “Olla pobre”,  “Arròs junt” o “Caldera”.
Vinalesa fue el primer pueblo donde se empezó a cocinar este manjar, de ahí la fama de sus “calderers” de la localidad. Originalmente era la comida que se repartía para los pobres. Actualmente se ha convertido en todo un ritual y motivo de celebración.

## Elaboración
La elaboración de este plato es bastante laboriosa ya que comienza el día anterior por las llamadas peladoras “pelaores”, que se dedican a pelar y cortar toda la verdura, trabajo duro y costoso, en especial la penca o cardo. Al día siguiente sobre las 07:00h de la mañana se empieza a preparar el fuego, por lo general con leña de naranjo que se prolonga hasta las 14:00 horas, posibilitando así en tan largo periodo de tiempo la buena cocción de sus diferente ingredientes.
No es difícil entender la definición de plato contundente al conocer sus ingredientes, comenzando por los suaves tendríamos a las judías, la penca o cardo, el nabo y la patata. Si pasamos al fundamento del plato tendremos, tocino fresco, huesos de costilla, careta, manetas y rabo de cerdo y algún que otro trozo de ternera o cordero, además del arroz correspondiente. Sin olvidar claro, la morcilla, tan solicitada por los comensales. Todo este conjunto de ingredientes con un poco de pimentón, azafrán, sal y mucho cariño dan lugar a la “Caldera de l'horta”. Es un plato que preparan los hombres en grandes calderos (de ahí proviene el nombre de la elaboración). Se suele servir caliente,  generalmente recién elaborado. 
- Componentes básicos: Habichuela, arroz, nabo, patata, morcilla, cardo, carne y costillas de cerdo, manitas de cerdo, rabo de cerdo y carne de cordero.

## Cultura

### Poema deTeodoro Llorente Olivares
Per l’horta, tocant migdia,
plens d’infantil alegria,
ditxosos i satisfets,
tornaven a l’alqueria
dos pobres fematerets.

L’un i l’altre, a l’escoltar
les dotze, que en so de queixa
els cridaven a la llar,
tingueren una mateixa
idea: la de dinar.

Lo més menut, que li guanya
a l’altre que l’acompanya
en vivor, li digué així:
–«Si fores el Rei d’Espanya,
 ¿què dinaries tu ’vui?»

Alçant lo front ple d’arraps,
i soltant la llengua prompta,
li contestà: –«¿Pués, no hu saps?
¡Quina pregunta més tonta…!
Arròs en fesols i naps».

«¿I tu?» –afegí lo major.
Lo menut llançà un suspir,
i torcant-se la suor,
li replicà: –«¿Què he de dir,
si tu has dit ja lo millor?»
Por la huerta, tocando mediodía,,
llenos de infantil alegría,
dichosos y satisfechos,
volvían a la alquería
 dos pobres fematers

El uno y el otro, al escuchar
las doce, que en son de queja
los llamaban en el hogar,
tuvieran una misma
 idea: la de comer.

El más pequeño, que le gana
al otro que lo acompaña
en viveza, le dijo así:
 - «Si fueras el Rey de España,
 ¿Que comerías hoy? »

Levantando el frente lleno de arañazos,
y soltando la lengua pronta,
le dijo: - «¿Pués, no lo sabes?
¡Qué pregunta más tonta ...!
Arroz con habichuelas y nabo».

«¿Y tú?» -añadió el mayor.
El pequeño, dando un suspiro,
 y apartandose el sudor,
le replicó: - «¿Qué tengo que decir,
si tú has dicho ya el mejor? ».
Teodoro Llorente Olivares.